# Еселевич, Яков Семёнович
Яков Семёнович Еселевич (1915—2000) — советский и российский художник, заслуженный художник России (1998), мастер портрета.

## Биография
Родился 29 мая 1915 года в городе Ачинске Енисейской губернии Российской империи. В 1927 году посещал Ачинскую художественную школу. С 1932 года жил в городе Красноярске. Учился в землеустроительном техникуме; работал художником в городских клубах и Доме Красной Армии, в художественной мастерской при комитете по делам искусств. В 1939 году окончил Красноярскую художественную школу (педагоги А. С. Шестаков; Д И. Каратанов). 
С начала Великой Отечественной войны Я.С. Еселевич воевал в составе 374-й Красноярской стрелковой дивизии на Волховском, Ленинградском, Прибалтийском фронтах. Он не расставался с творчеством даже в трудные годы войны, был художником при политотделе. Яков Семенович написал более 300 линогравюр (в основном это были портреты лучших бойцов) для дивизионной газеты «В атаку!». 
Он был награждён медалями: «За боевые заслуги», «За оборону Ленинграда».
С 1946 года — участник краевых выставок. Член правления товарищества «Художник». В 1949—1962 — член правления Красноярской организации союза художников РСФСР; в 1956—1960 и в 1961—1962 — председатель правления. Делегат I Всесоюзного съезда советских художников (Москва, 1957 год); II съезда художников СССР (1962 год). Участник республиканских и всесоюзных выставок.
Скончался 31 июля 2000 года в Красноярске. Похоронен на Бадалыкском кладбище города Красноярска.

## Работы
- Среди работ: «Портрет лауреата Государственной премии мастера Красноярского кирпичного завода А. И. Вырупаевой» (1953); «Портрет доярки Июсского совхоза Д.Я Копчегашевой»; «Портрет заслуженного артиста РСФСР В.И, Неклюдова» (1978), «Портрет В. М. Узу — Героя Советского Союза», 1945) Красноярский краеведческий музей; «Портрет народного артиста РСФСР Н. З. Прозорова» (1978), Красноярский государственный художественный музей им. В.И. Сурикова; «Двойной автопортрет» (1985); «Портрет Елены Стасовой» (1986, частное собрание, Красноярск); «Портрет дочери» (1956, собрание семьи художника).
- Значительное собрание портретов, выполненных Я. С. Еселевичем, хранится в Красноярском государственном художественном музее им. В. И. Сурикова.

Произведения художника экспонируются также в других музеях России, хранятся в частных собраниях российских коллекционеров; много работ Я. С. Еселевича в 1980-е годы было продано за границу, находятся в частных собраниях США и Японии.

## Важнейшие выставки
- Выставка произведений художников РСФСР, г. Москва. 1953 год.
- Всесоюзная художественная выставка, посвящённая 40-летию ВЛКСМ, г. Москва. 1958 год.
- Персональная художественная выставка к 50-летию со дня рождения, г. Красноярск. 1966 год.
- III Всесоюзная художественная выставка эстампа, г. Баку. 1967 год
- Выставка произведений художников Урала, Сибири, Дальнего Востока, г. Москва. 1971 год.
- Выставка «Художники Красноярска», г. Москва. 1976 год.
- Выставка «Художники Красноярска», г. Ленинград. 1977 год.
- Всесоюзная выставка «Всегда начеку», г. Москва. 1977 год.
- III Всероссийская художественная выставка «По родной стране», г. Красноярск. 1983 год.
- Художественная выставка «Графика Сибири», г. Москва.
- Персональная художественная выставка к 80-летию со дня рождения, г. Красноярск. 1995 год.
- Выставка, посвященная 100-летнему юбилею Якова Еселевича, г. Красноярск. 2015 год.

## Некоторые произведения

Яков Еселевич. «Портрет Елены Стасовой». 1984 год.